# Anne (Clouseau)
Pour les articles homonymes, voir Anne (homonymie).
Singles de Clouseau
Mary-Lou
(1988) Dansen
(1989)
Anne est une chanson du groupe pop flamand Clouseau parue sur leur premier album Hoezo? et sortie en single en avril 1989. 
C'est l'un de leurs plus grands et plus populaires succès avec Daar gaat ze et Passie. Une version en anglais intitulée Anna a également été enregistrée en 1991 et sortie en single en 1992.

## Historique
Clouseau a sorti Anne lors des pré-sélections belges de l'Eurovision 1989, mais a terminé à la deuxième place après Door de wind d'Ingeborg.
La chanson est sortie sur un single avec Killertip en face B. En outre, la chanson a également figuré sur leur premier album Hoezo? (1989). Anne est devenue un hit en Flandre et a dominé les palmarès flamands pendant 16 semaines.
La chanson a été écrite en 1987 par Geert Hanssens, le premier bassiste de Clouseau, alors que le groupe s'appelait Clouseau & Friends. Anne, sujet de la chanson, est An Lesandré, qui étudiait la traduction et l'interprétariat, alors que Hanssens suivait les cours de médecine à l'université de Gand.
Lors de l'émission Zo is er maar één (nl) élisant la « Meilleure chanson néerlandophone », Anne a été nommée dans la catégorie « Titres sur les femmes » et pour l'occasion, a été par Mark Tijsmans. La chanson a terminé à la troisième place dans cette catégorie.

## Liste des titres
| A. | Anne               | Geert Hanssens | 2:45 |
| B. | Killertip (Ze zit) | Bob Savenberg  | 2:31 |

## Musiciens
- Bob Savenberg (nl) : batterie
- Tjenne Berghmans (nl) : guitare
- Karel Theys (nl) : guitare basse
- Koen Wauters : chant
- Kris Wauters (nl) : claviers

## Classements
| Classement (1989-92)                                     | Meilleure position |
| -------------------------------------------------------- | ------------------ |
| Allemagne (GfK Single Top 100) Anna (version anglophone) | 51                 |
| Belgique (Flandre Ultratop 50 Singles)                   | 1                  |
| Belgique (Flandre Vlaamse top 10)                        | 1                  |
| Pays-Bas (Nederlandse Top 40)                            | 47                 |
| Pays-Bas (Single Top 100)                                | 47                 |

| Classement (1989)           | Meilleure position |
| --------------------------- | ------------------ |
| Belgique (Flandre Ultratop) | 4                  |

## Historique de sortie
| Pays ou région | Titre | Date       | Format               | Label |
| -------------- | ----- | ---------- | -------------------- | ----- |
| Belgique,      | Anne  | avril 1989 | 45 tours             | HKM   |
| Pays-Bas       | Anne  | avril 1989 | 45 tours             | HKM   |
| Pays-Bas       | Anne  | 1990       | CD single            | HKM   |
| Allemagne      | Anna  | 1992       | 45 tours • CD single | EMI   |